# Wer ist Rex?
Wer ist Rex? (Originaltitel: Calling Paul Temple) ist ein britischer Kriminalfilm aus dem Jahr 1948. Es ist der zweite von vier Kinofilmen, der auf einem Paul-Temple-Hörspiel von Francis Durbridge beruht. Der Film fand am 29. April 1948 seine Uraufführung in London. In Deutschland wurde er erstmals im Januar 1950, in Österreich im Mai 1950 gezeigt.

## Handlung
Verzweifelt sucht die Polizei nach dem Mörder einer Anzahl wohlhabender Frauen. Schon wieder ist ein junges Mädchen im Canterbury-Express ermordet worden. Paul Temple und seine Frau Steve essen zu Abend in einem Klub, in dem als großer Star die bekannte Sängerin Norma Rice auftritt. Plötzlich bricht ihre Stimme, und sie sinkt tot zu Boden. Unter den zahlreichen Gästen befindet sich Sir Graham Forbes, Abteilungsleiter in Scotland Yard, der Paul Temple bittet, ihn bei der Suche nach dem Mörder zu unterstützen. Dieser hinterlässt stets bei seinen Opfern eine Nachricht, in der er sich den Namen „Rex“ gibt. Inspektor Crane ist gegen die Beauftragung Temples, da er für Privatdetektive nicht viel übrig hat. Die Jagd nach dem Mörder führt die Männer auf verschiedene Spuren. Da ist das Mädchen in Grau, das zur Zeit des Mordes im Klub weilte, und Wilfried Davies, ein recht mysteriöser Handlungsreisender, der zur Zeit des vorangegangenen Mordes im Canterbury-Express gewesen ist. Seltsam berührt auch das Benehmen von Dr. Kohima, einem ägyptischen Nervenspezialisten, der über hypnotische Kräfte verfügt. Nicht zuletzt richtet sich der Verdacht auf Mrs. Trevelyan, des Doktors Sekretärin. Eines wird allen klar, das Motiv für alle Morde war Erpressung und alle Opfer waren Patienten Dr. Kohimas. Da Mrs. Trevelyan Einblick in die Krankenkartei ihres Chefs hat, verdichtet sich der Verdacht gegen sie umso mehr, als Paul Temple und Steve bei einem Besuch, zu dem sie die beiden in ihre Wohnung eingeladen hat, nur in letzter Minute einem Attentat durch eine im Kamin eingebaute Höllenmaschine entgehen können. Da wird ein neuer Erpressungsversuch gemeldet. Edward Lathom, ein wohlhabender Mann des Londoner Westend, ist von Rex aufgefordert, eine größere Summe in den Katakomben des alten Klosters zu hinterlegen. Gemäß den Anweisungen der Polizei fügt er sich scheinbar den Forderungen des Verbrechers. Mrs. Trevelyan wird gefasst, als sie das Geld an dem unheimlichen Ort abholen will. Beim polizeilichen Verhör bekommt sie einen hysterischen Anfall und behauptet, Rex zu sein und dass Dr. Kohima, den sie liebt, nichts mit den schrecklichen Ereignissen zu tun hat. Als Dr. Kohima ihr gegenübergestellt wird, hypnotisiert er sie, sodass sie nichts mehr aussagen kann. Als Paul und Steve Temple auf einen geheimnisvollen Anruf hin nochmals die Katakomben aufsuchen, werden sie beinahe Opfer eines tückischen Anschlags. In letzter Minute werden sie jedoch von Leo Brent, einem Freund Temples, gerettet. Dieser hat Mr. Chester, den unheimlichen Manager eines Hotels, beobachtet. Chester wird getötet und Sir Graham freut sich, dass Rex damit sein Ende gefunden hat. Aber Temple enttäuscht ihn und verspricht ihm, bis zum nächsten Tage Aufklärung über die dunklen Verbrechen zu geben. Am nächsten Abend finden wir im Sprechzimmer des Arztes Dr. Kohima Paul und Steve Temple, Sir Graham Forbes und Inspektor Crane sowie den Kreis der Verdächtigen. Dieser besteht aus Dr. Kohima und Mrs. Trevelyan, Wilfried Davies und Edward Lathom. Unter ihnen macht Temple „Rex“ ausfindig, doch der wahre Täter kann fliehen. Temple verfolgt und stellt ihn nach einem dramatischen Kampf. Dabei stürzt „Rex“ über ein Treppengeländer in die Tiefe und stirbt.

## Die anderen Paul Temple-Filme
- Der grüne Finger (1946)
- Jagd auf „Z“ (1950)
- Paul Temple und der Fall Marquis (1952)

## Kritiken
„Frauenmorde, ein geheimnisvoller Unbekannter, eine mysteriöse Person, Erpressung, Mordanschläge, ein unheimliches Kloster bei Nacht: „Wer ist Rex?“ bietet alles, was Paul-Temple-Fans lieben. Hochspannung ist garantiert, bis der große Detektiv in der finalen Szene alle Verdächtigen versammelt und einen von ihnen als Mörder entlarvt.“

## Sonstiges
John Bentley übernahm hier von Anthony Hulme die Rolle des Paul Temple und spielte diese bis zum Ende der Filmserie.
Die deutsche Synchronfassung gilt als verschollen, weshalb für die DVD-Veröffentlichung 2015 eine neue deutsche Synchronfassung angefertigt wurde.
Der Spielfilm basiert auf dem achtteiligen Hörspiel Francis Durbridges Send for Paul Temple Again von 1945. Der Autor überarbeitete dieses 1967/1968 leicht und brachte es erneut als Paul Temple and the Alex Affair heraus. Dieses wurde in Deutschland 1968 ebenfalls vertont und zwar als Paul Temple und der Fall Alex, mit Paul Klinger.
Der Roman, der auf dem Hörspielmanuskript beruht, erschien unter dem Titel Paul Temple jagt Rex.

## DVD-Veröffentlichungen
Der Film erschien im englischsprachigen Raum 2009 von Renown Pictures, 2015 brachte Pidax eine Neusynchronisation auf den Markt, die umfangreiches Bonusmaterial beinhaltet (neben Audiokommentar auch ein Interview mit dem Sohn von Francis Durbridge und eine noch nie übersetzte Paul-Temple-Kurzgeschichte).

## Belege
1. 1 2  http://krimiserien.heimat.eu/durbridge/f-wer-ist-rex.htm
2. ↑  http://www.pidax-film.de/Film-Klassiker/Francis-Durbridge-Paul-Temple-Wer-ist-Rex::842.html